# UCI-Trial-Weltcup 2017
Beim UCI-Trial-Weltcup 2017 wurden durch die Union Cycliste Internationale die Weltcupsieger im Trial ermittelt.

## Ablauf
Der Weltcup 2017 bestand aus fünf Läufen:
- Aalter: 20.–21. Mai
- Vöcklabruck: 8.–9. Juli
- Les Menuires: 29.–30. Juli
- Albertville: 26.–27. August
- Antwerpen: 23.–24. September

Der Weltcup von Vöcklabrück fand wie in den beiden Vorjahren im Stadtpark statt. Im letzten Weltcup-Lauf, also in Antwerpen, zählten die Punkte doppelt. Der Modus der Weltcup-Finals wurde leicht modifiziert: Die sechs besten Fahrer begannen das Finale nun auf gleicher Basis; das 2015 eingeführte Handicap je nach Halbfinal-Platzierung wurde abgeschafft.

## Männer 20 Zoll
In der 20-Zoll-Klasse gab es 83 Fahrer.
| # | Datum         | Ort          | Erster         | Zweiter            | Dritter           |
| - | ------------- | ------------ | -------------- | ------------------ | ----------------- |
| 1 | 21. Mai       | Aalter       | Abel Mustieles | Ion Areitio        | Benito Ros        |
| 2 | 9. Juli       | Vöcklabruck  | Abel Mustieles | Thomas Pechhacker  | Dominik Oswald    |
| 3 | 30. Juli      | Les Menuires | Benito Ros     | Alejandro Montalvo | Abel Mustieles    |
| 4 | 27. August    | Albertville  | Abel Mustieles | Benito Ros         | Lucien Leiser     |
| 5 | 24. September | Antwerpen    | Abel Mustieles | Lucien Leiser      | Thomas Pechhacker |

Gesamtwertung
| Platz | Name               | Punkte |
| ----- | ------------------ | ------ |
| 1     | Abel Mustieles     | 1140   |
| 2     | Benito Ros         | 795    |
| 3     | Lucien Leiser      | 795    |
| 4     | Thomas Pechhacker  | 730    |
| 5     | Dominik Oswald     | 700    |
| 6     | Alejandro Montalvo | 646    |

## Männer 26 Zoll
In der 26-Zoll-Klasse gab es 91 Teilnehmer.
| # | Datum         | Ort          | Erster             | Zweiter            | Dritter            |
| - | ------------- | ------------ | ------------------ | ------------------ | ------------------ |
| 1 | 21. Mai       | Aalter       | Gilles Coustellier | Vincent Hermance   | Kenny Belaey       |
| 2 | 9. Juli       | Vöcklabruck  | Jack Carthy        | Vincent Hermance   | Gilles Coustellier |
| 3 | 30. Juli      | Les Menuires | Nicolas Vallée     | Gilles Coustellier | Vincent Hermance   |
| 4 | 27. August    | Albertville  | Gilles Coustellier | Vincent Hermance   | Jack Carthy        |
| 5 | 24. September | Antwerpen    | Jack Carthy        | Gilles Coustellier | Nicolas Vallée     |

Gesamtwertung
| Platz | Name               | Punkte |
| ----- | ------------------ | ------ |
| 1     | Gilles Coustellier | 1020   |
| 2     | Jack Carthy        | 950    |
| 3     | Vincent Hermance   | 870    |
| 4     | Nicolas Vallée     | 855    |
| 5     | Clément Méot       | 605    |
| 6     | Alexis Brunetaud   | 488    |

## Frauen
Im Frauen-Weltcup gab es 18 Teilnehmerinnen.
| # | Datum         | Ort          | Erste            | Zweite           | Dritte          |
| - | ------------- | ------------ | ---------------- | ---------------- | --------------- |
| 1 | 21. Mai       | Aalter       | Nina Reichenbach | Manon Basseville | Debi Studer     |
| 2 | 9. Juli       | Vöcklabruck  | Nina Reichenbach | Manon Basseville | Janine Jungfels |
| 3 | 30. Juli      | Les Menuires | Manon Basseville | Nina Reichenbach | Janine Jungfels |
| 4 | 27. August    | Albertville  | Nina Reichenbach | Manon Basseville | Debi Studer     |
| 5 | 24. September | Antwerpen    | Nina Reichenbach | Manon Basseville | Nadine Kåmark   |

Gesamtwertung
| Platz | Name             | Punkte |
| ----- | ---------------- | ------ |
| 1     | Nina Reichenbach | 1160   |
| 2     | Manon Basseville | 1000   |
| 3     | Debi Studer      | 720    |
| 4     | Nadine Kåmark    | 690    |
| 5     | Irene Caminos    | 690    |
| 6     | Mailys Jouy      | 545    |